# 飯盒

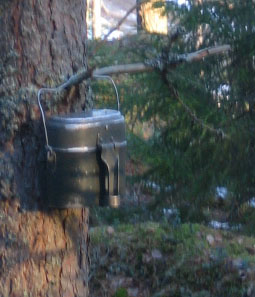
フィンランド陸軍の飯盒

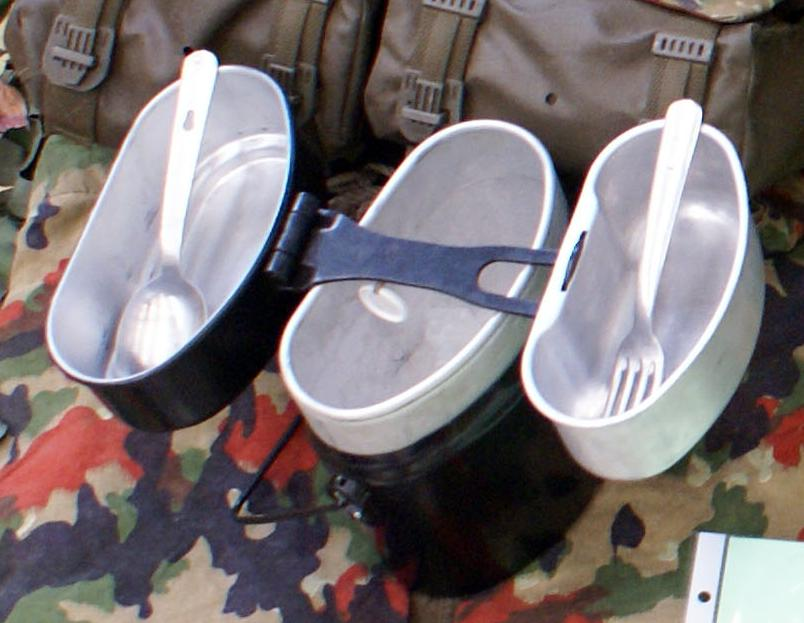
本格的な飯盒は三種類の調理を同時に出来る蓋金具が最初から付いている（スイス軍）。この金具によってフライパンとしても使える

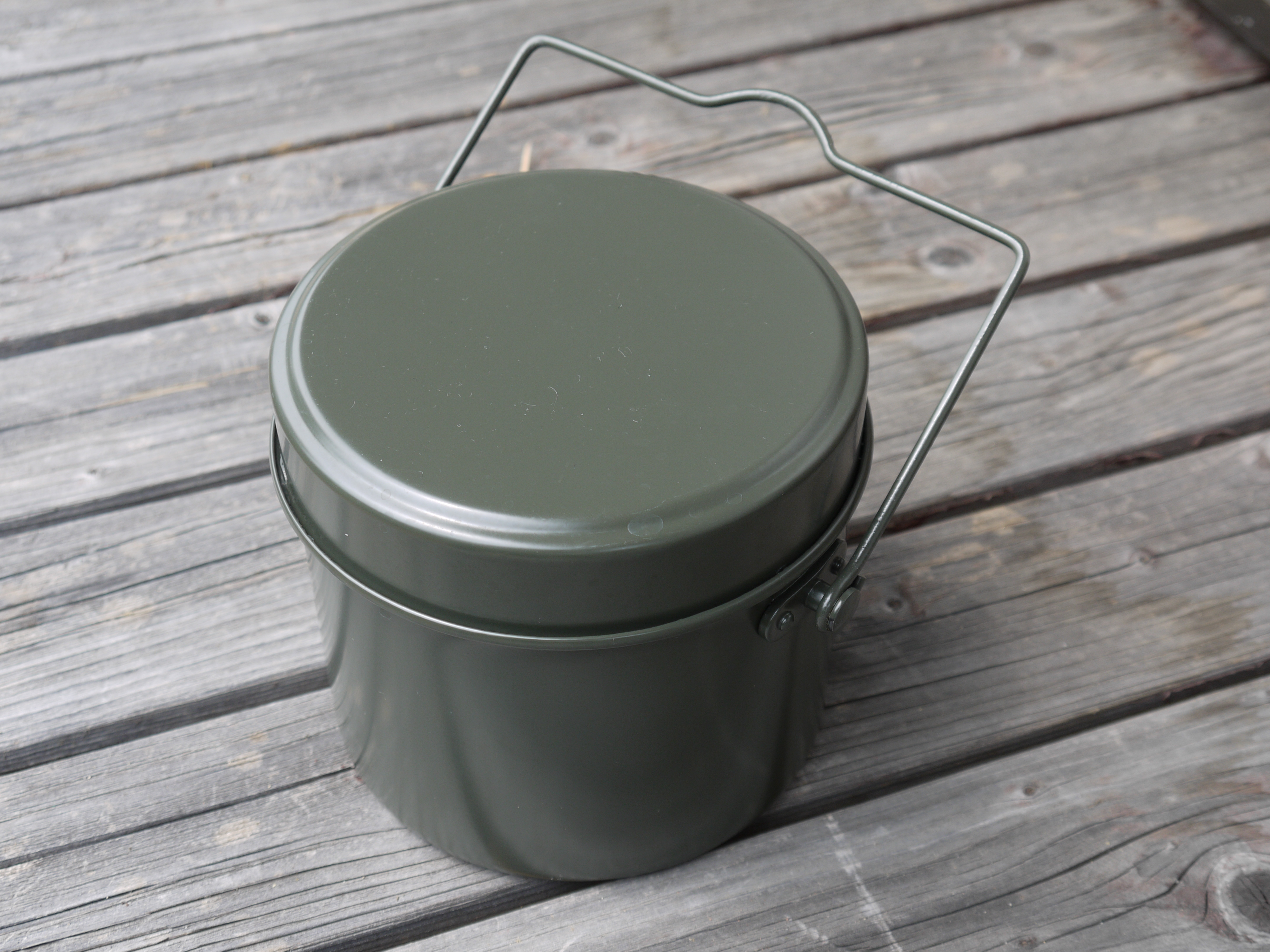
円筒形の飯盒

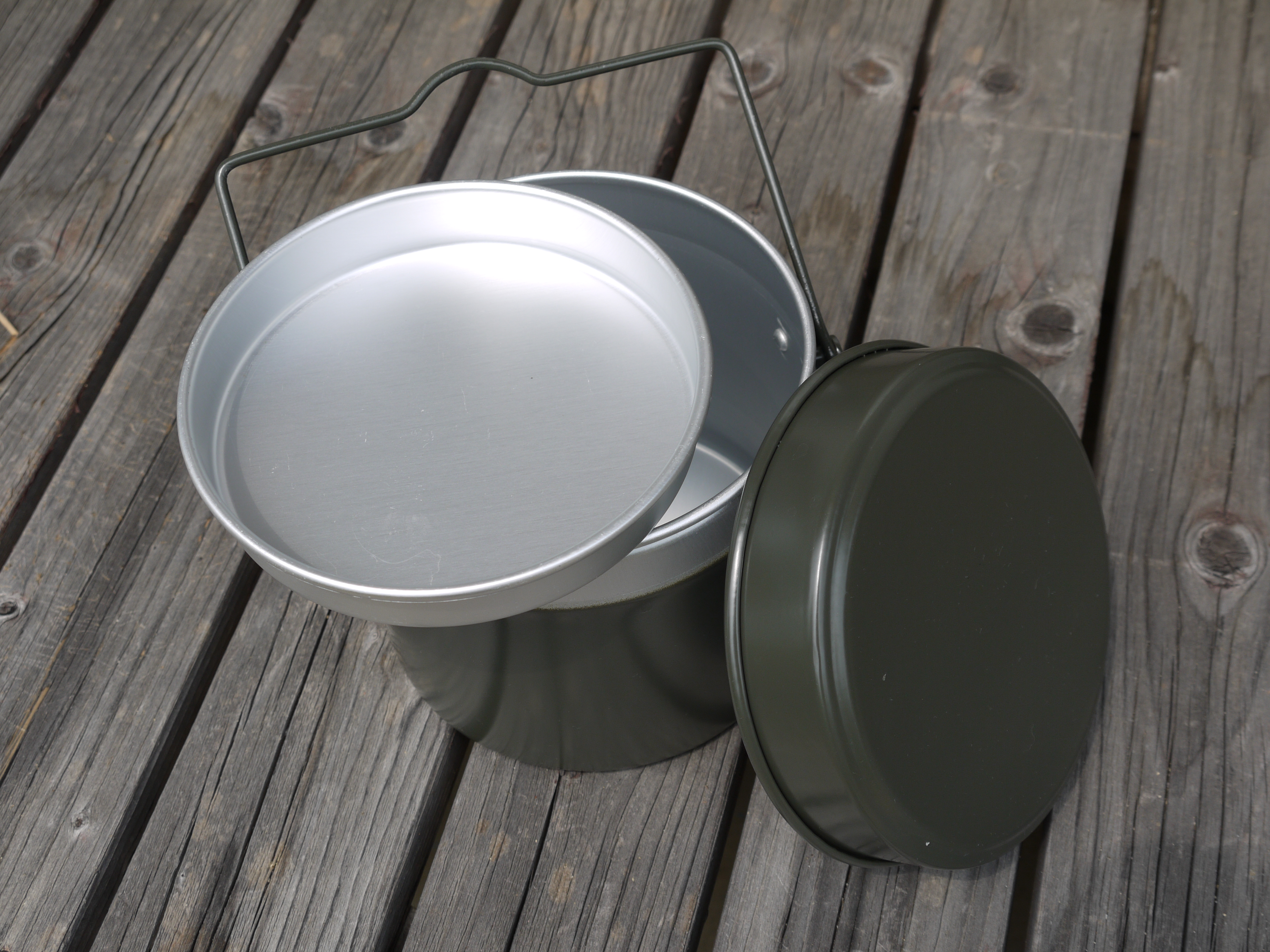
円筒形の飯盒を開けた状態

飯盒（はんごう）は、キャンプ・登山など野外における調理に使用する携帯用炊飯器・食器である。英語から、メスティン（英: mess tin、食事缶）とも呼ばれ、メスキット（英: mess kit、食器セット）の一部ともなっている。日本では主に屋外での炊飯に使われる。飯盒で炊飯することは炊爨（すいさん）と表現する（爨も「かしぐ・飯を炊く」の意）。

## 概要
「盒」の字は合わせ蓋のついた容器を意味する。英語ではMesstin（メスティン、食事＋缶の意味）。本来は兵士が野戦等の際に食料を入れて携行したり、食事の配給を受け取るのに用いる容器というのが主な用途であり、非常時には調理器具やバケツなどとしても用いられた。日本では旧日本陸軍が野戦時の炊飯用として改良・利用したことで、野外炊飯用として定着している。本体や蓋の素材は一般にアルミ製。
日本で単に飯盒と言えば、主にキドニー（腎臓）型（あるいはソラマメ型）と呼ばれる曲がった扁平な形をしたものを指し、兵式飯盒とも呼ばれる。旧日本陸軍の兵士が装備した「ロ号飯盒」が原形で、この他に将校用が存在したため「兵士用」の意味で「兵式」の名がある。形状は他に角形のもの（旧日本軍将校用、フランス軍など。つまり日本軍でも下士官まで用と士官以上用は形が違う）、楕円形のもの（スウェーデン軍）などがある。焚き火よりキャンプ用コンロによる使用が多くなった最近の日本でのレジャー用には、円筒形のものが増えた。英語のメスティンも飯盒一般を示す用語である。
兵式飯盒の独特の形状はヨーロッパなど各国の軍用飯盒に見られる形で、日本でも旧日本陸軍、陸上自衛隊で歴代採用されている。この形状が採用された理由としては、以下のような説がある。
- ベルトや背嚢（リュックサック）にくくりつけて携行する際に、かさ張らず安定するため（調理を主用途としないヨーロッパの飯盒や各国の軍用水筒でも同様の形状がみられることから、これが第1の理由であると考えられる）。
- 多数の飯盒でツルに棒を通して同時に炊飯するときに、全体の幅が狭くなって竈を小さくでき、薪を節約できて効率的であるから。
- 均一に火が当たりにくい焚き火での炊飯でも対流によって全体に熱が回りやすく、容易に米が炊けるため。
- 炊爨後の中身の入った飯盒を片手で複数まとめて運ぶ際に、他の形状と違い一様に水平になり安定するため。

日本の飯盒は炊飯用に特化しており、標準的な兵式飯盒は米4合炊きで、本体に2合、4合で用いる水量の目安が刻印されている。本体のほかに蓋と中子（中蓋・掛子）で構成され、それぞれ食器や米の計量にも使用される（中子が2合、蓋が3合）。旧日本軍において、飯盒の蓋部分を「メンコ」と呼んでいた。
焚火で加熱調理したり手に提げて持てるように、本体には鉄製のつり手（つる）が付く。つり手は回転するだけのものと、携行時にはスライドさせてかさばらないよう出来るタイプ（将校用飯盒や自衛隊の飯盒、一部のレジャー用）もある。日本の飯盒の中にも、「食器」「弁当箱」を主用途としつり手がないもの（初期の将校用飯盒、従軍看護婦用小型飯盒など）も存在した。
外蓋に折り畳み式で鋼製のハンドルが付きフライパンとして使えるタイプもあり（ヨーロッパ各国の軍用で一般的）、日本のレジャー用ではチロル式・スイス式と呼ばれる。
日本の伝統的な兵式飯盒では、本体外側にベルトを縦に通すためのベルト通しの金具が着く。これは平紐やベルトで背嚢に縛り付ける際に用いられたが、今日そのような形で携行されることはほぼないため、近年ではこの金具が省略された製品も少なくない。なお、このベルト通しにＬ型の金具を引っ掛け、取外し可能なハンドルとして使用する事も可能である。

## 歴史
飯盒はヨーロッパ起源と思われるがその歴史は浅い。鉄をはじめとする諸々の金属がその比重の高さゆえに携行に適さず、調理器具を携帯することが現実的でなかったためである。1886年にアルミニウムの量産が可能になったことで携帯を前提とする野外用の調理器具が現実的となった。19世紀末から現在のスイス式と同様なものがドイツで使われていた。また、1931年制定のドイツの軍装に現在と同一のデザインのものを発見できる（ただし、蓋をフライパンとして使うためのハンドル付きである）。また、『西部戦線異状なし』で主人公たちが食事を受け取る際に使用されているのを見ることができる。
以下、主に日本の飯盒について説明する。
日本には明治維新の後、徳川慶喜が自宅にて飯盒にて炊飯を楽しんだという記録があることから、洋式軍隊と共に導入されたと思われる。飯盒導入以前の兵食は糒や焼き味噌を携行する、戦国時代とほとんど変わらないものであった。旧日本陸軍が飯盒を採用したのは、日清戦争の頃とされる。ただし、この当時の飯盒は漆塗りやホーローで食器としての機能しか無かった。今日あるような調理機能を持つ飯盒が採用されるのは1890年（明治23年）のことで、陸軍火砲製造所が製造したものであるという。これが洋式のデザインとなり、さらに米を炊くよう工夫された。
平時の兵営生活では、兵は炊事場で調理された食事をそれぞれの兵舎で食べ、献立もご飯に味噌汁・漬物といった家庭とあまり変わらないものであった。飯盒による炊飯は煙や竈の数で敵に部隊の配置や勢力を暴露する危険があり、野戦の、しかも不可避な場合に限られた。戦場での野戦給食は、大隊単位で後方の野戦炊具で調理した食事を隷下の各部隊に配給するのが基本で、各兵士は配給された料理を飯盒で受け取った。また、携行食として握り飯等が配給されることもあった。このような補給が受けられない場合のみ、前線で飯盒で炊飯したのである。
当時から兵式飯盒は通常4合炊きで、ヨーロッパ各国の軍用飯盒より容量が大きい。これは当時の日本兵は肉抜きで米の飯だけを1食2合が標準であり、2食分を一度に炊けるようにしたためである。今日レジャー用の飯盒も多くが4合炊きであるが、これはその名残である。明治期〜昭和初期の兵式飯盒は今日の物よりやや小さかった。その後太平洋戦争（大東亜戦争）終結までは主にロ号飯盒と呼ばれる、今日のレジャー用兵式飯盒とほぼ同じ形状のものが採用された。
飯盒炊爨には複数の兵士で行う組炊爨と兵士が各個に行う各個炊爨とがあった。組炊爨の場合は複数の飯盒をセットで用い一部で炊飯し残りで副食物を調理した。各個炊爨では、米を炊く際に中蓋へ副食物を入れて炊飯と同時に調理する方法が取られた。各個炊爨では副食物の火加減が不可能でまずくなることが避けられず、陸軍の調理マニュアルの「軍隊調理法」においては、一個の飯盒で炊飯と副食物の同時調理を行うことはやむを得ない場合を除き避け、なるべく複数の飯盒で組炊爨を行うよう指示している。兵士が糧食を携行する場合、通常は布袋に入れて背嚢に入れるが、飯盒に生米を入れて携行する場合もあった。
1932年（昭和7年=皇紀2592年）に採用された九二式飯盒（通称「二重飯盒」）は一見兵式飯盒のようだが、独特の2重構造を持つ。内盒と外盒の入れ子式になっており、両方を用いると一度に最大8合の米が炊け、または飯4合と味噌汁を同時に調理することもできるようになった。それまでの4合炊きの飯盒では1日3食6合の調理に少なくとも2回の炊爨が必要だったが、九二式飯盒では一度に炊爨可能になった。ただし、一般的な兵式飯盒に比べ構造が複雑で煩雑になるなどの欠点から、間もなく前述のロ号飯盒に置き換えられた。
太平洋戦争末期の1944年（昭和19年）には、金属類の不足と生産工程簡略化のために、飯盒から中蓋が省略され、鋳物で作られるようになった。
終戦後は、復員兵たちが持ち帰った飯盒が物資不足の日常生活の中で活用されたようである。

### 現在の利用状況
軍用としては、現在でも飯盒は欧州やロシアなど各国で軍装備品の中に採用されている。しかし、薪が必要であることやレーションの進化により、アメリカ軍では、取っ手の付いたフライパンになる皿とナイフ、フォーク、コッヘルのメスキットから飯盒は除かれた。陸上自衛隊では、戦後はロ号飯盒と同様の構造の飯盒（後に1型と呼ばれる）を長年使用したが、ほとんど炊飯には用いず食器としての用途が主となった。現在ではより食器としての利便性を優先し、高さが低く容量の小さな（2合炊き可）「戦闘飯盒2型」と呼ばれるものに変わっている。飯盒本体や蓋にビニール袋をかぶせてその上から食事を盛り付けることがあり、その場合には喫食後にビニール袋だけを捨てればよいため、洗浄の手間を省くことができる。
また、登山においても調理用ストーブが普及し、登山中の焚火はほとんど行われなくなったこと、兵式飯盒の形状がストーブでの使用に向かないこと、使いやすく収納効率の良いクッカー（コッヘル）類が普及したこと、 レトルト食品やフリーズドライ食品が発達したことなどにより、使われることはほぼなくなっている。またキャンプ向けにライスクッカーと呼ばれる炊飯専用の鍋が登場したことで、需要は多様化している。とは言え、現代においてもキャンプや小・中学校の林間学校などでは飯盒炊爨は定番行事である。また炊飯以外では兵式飯盒の独特の形状がカレーやご飯のレトルトパックを温めたり、四角く成形されたインスタントラーメン（特に2食分）を調理するのに向いている。また深さがあるためパスタ、素麺などの麺類を茹でるのにも向く。その独特のデザインや雰囲気も含めて飯盒の需要は現在でも少なくなく、ホームセンターやアウトドア用品店で依然販売されている。ボーイスカウトでも「丸クッカーはかさばる」という理由で、キャンプにおける指定装備である。
また、一般的な飯盒やライスクッカーは容量が大きく単独行には向かないため、元々「ハンドル付き食器」であるトランギア社製角型メスティンが、日本では一人用飯盒として使われている場合もある。ただしこれは日本独特の使い方で外国では湯煎以外では殆ど調理には使われない。
なお、本来の使用目的からは大きく外れるものの、兵式飯盒を裁縫道具入れとして使用する例などもある。